# Rostock
Rostock (wym. MAF: [ˈʀɔstɔk], posłuchajⓘ), Hanse- und Universitätsstadt Rostock – miasto na prawach powiatu w kraju związkowym Meklemburgia-Pomorze Przednie w północno-wschodnich Niemczech. Miasto to położone jest nad rzeką Warnow, w odległości ok. 12 km od jej ujścia do Zatoki Meklemburskiej na Morzu Bałtyckim. Jest uznawany za jedyną w landzie tzw. regiopolię (Regiopole). W czasach NRD Rostock był stolicą okręgu. Liczy 208 886 mieszkańców.
Po Lubece i Kilonii jest trzecim co do wielkości niemieckim portem morskim nad Bałtykiem. Jest jednocześnie największym (ludnościowo i powierzchniowo) miastem Meklemburgii-Pomorza Przedniego, chociaż nie jest jego stolicą (jest nią Schwerin).

## Toponimia
Nazwa miasta pochodzi od połabskiego rostok, oznaczającego miejsce, w którym rozpływa się nurt rzeki. W języku polskim rekonstruowana jest jako Roztok/Roztoka. Wielki słownik ortograficzny PWN pod red. E. Polańskiego podaje także formę Rostok.

## Historia

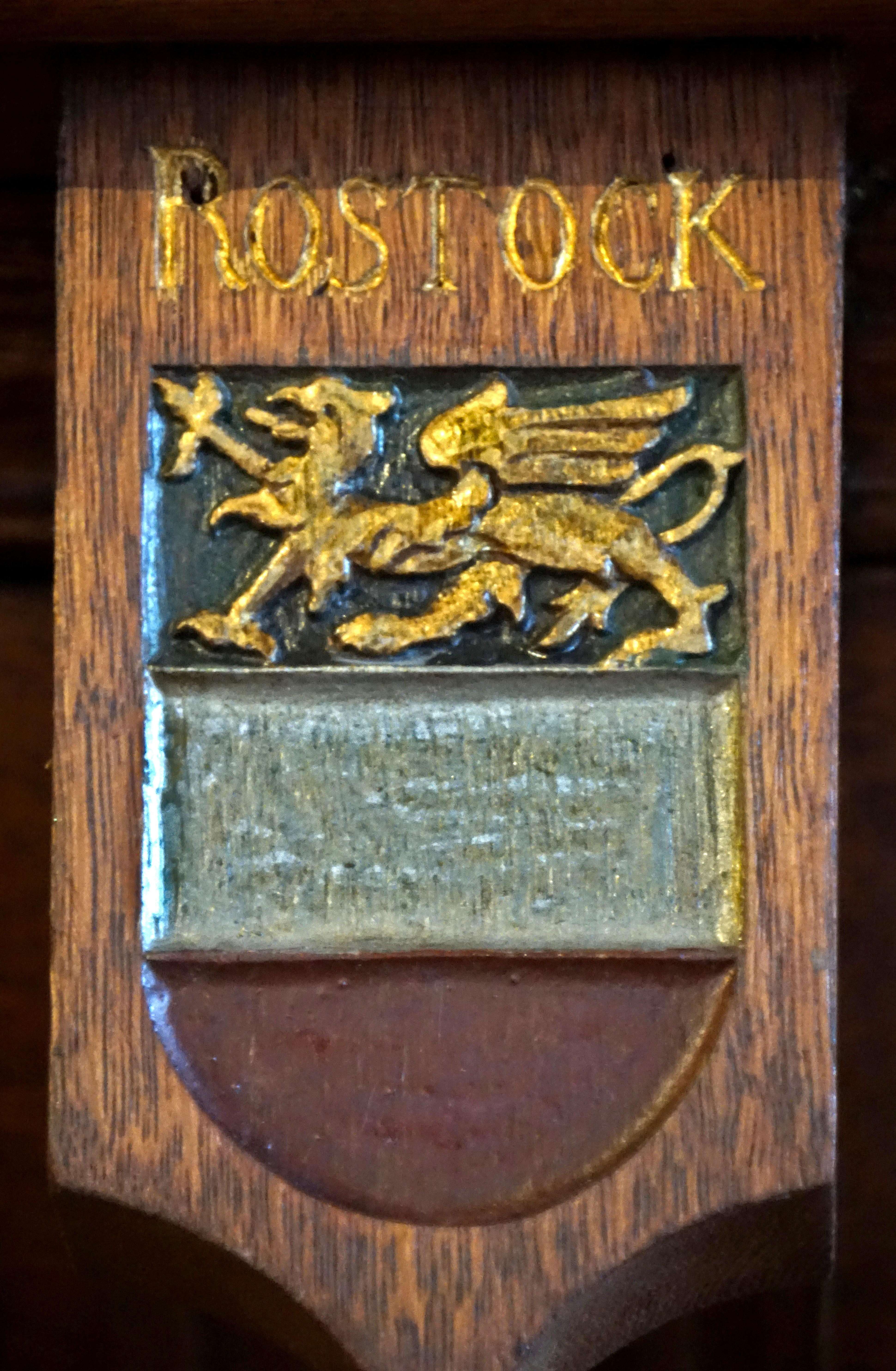
Herb Rostocku w sali plenarnej staromiejskiego ratusza w Gdańsku

W VI wieku tereny nad rzeką Warnow zasiedlali osadnicy słowiańscy z plemion zwanych Obodrytami. Słowianie połabscy założyli tam gród o nazwie Roztok – co oznaczało szerokie rozpływanie się rzeki, roztokę. U schyłku XII wieku Roztok był stolicą jednej z dzielnic księstwa obodrzyckiego pod rządami Niklotowiców – potomków słowiańskiego księcia Niklota. Gród pierwszy raz wzmiankowany w 1160, kiedy to został zniszczony przez króla duńskiego Waldemara I. Duńczycy założyli w miejscu grodu miasto (na prawie lubeckim) 24 czerwca 1218.
Rostock zyskał na znaczeniu w okresie Hanzy w XV wieku, kiedy to stał się największym miastem regionu. Podczas gdy Lubeka jest uznawana za kolebkę Hanzy, to Rostock był jednym z najbogatszych miast tej federacji. W 1419 założony został jeden z najstarszych na północy Europy uniwersytet. W stoczni konstruowano statki, a w mieście i wokół niego powstało wiele niewielkich browarów.
Pod koniec XV wieku diukom Meklemburgii udało się przejąć władzę nad miastem, które wcześniej było tylko nominalnie pod ich zwierzchnictwem, a praktycznie było niezależne. Spory z diukami, pożar (1677) i bunty rozpoczęły powolny upadek miasta przypieczętowany jego dwukrotną okupacją przez Duńczyków i Szwedów – najpierw w czasie wojny trzydziestoletniej, później w latach 1700–1721. Miasto było także zajęte przez wojska Napoleona przez dekadę na początku XIX wieku.
Miasto odzyskało część swojego znaczenia w II poł. XIX wieku w okresie industrializacji, kiedy rozpoczęto budowę parowców. Na początku XX wieku do miasta przyłączono okoliczne miejscowości. Wkrótce wybudowane zostały tu dwie wytwórnie lotnicze (Arado Flugzeugwerke w Warnemünde i Heinkel), które działały do końca II wojny światowej.
W czasie wojny duża część miasta została zniszczona w nalotach alianckich w 1942 i 1945 roku.
Po II wojnie światowej Rostock należał do NRD i stał się jednym z ważniejszych ośrodków przemysłowych – był głównym portem NRD, wybudowano m.in. port paliwowy. W 1989 miasto miało prawie 260 tys. mieszkańców. Po zjednoczeniu w 1990 straciło swoje znaczenie jako port i znalazło się w jednym z najbiedniejszych rejonów Niemiec. W rezultacie liczba mieszkańców spadła od tego czasu (m.in. z powodu migracji do bogatszych landów zachodnich) o ok. 60 tysięcy.

## Zabytki
- kościół św. Piotra, z którego wieży można obejrzeć Stare Miasto,
- kościół Mariacki z zegarem z 1379 roku,
- historyczny ratusz przy Nowym Rynku,
- Kröpeliner Tor (brama miejska),
- Steintor (brama miejska),
- Michaeliskloster,
- budynek Uniwersytetu przy Universitätsplaz i port.

## Podział administracyjny
W skład miasta wchodzi 31 części miejscowości (Ortsteil): Biestow, Brinckmansdorf, Diedrichshagen, Dierkow-Neu, Dierkow-Ost, Dierkow-West, Evershagen, Gartenstadt/Stadtweide, Gehlsdorf, Groß Klein, Hansaviertel, Hinrichsdorf, Hinrichshagen, Hohe Düne, Jürgeshof, Kröpeliner-Tor-Vorstadt, Krummendorf, Lichtenhagen, Lütten Klein, Markgrafenheide, Nienhagen, Peez, Reutershagen, Schmarl, Stadtmitte, Stuthof, Südstadt, Toitenwinkel, Torfbrücke, Warnemünde oraz Wiethagen.

## Gospodarka
Rostock jest trzecim pod względem wielkości bałtyckim portem Niemiec. Istniejący tam przemysł stoczniowy i rybołówstwo straciły na znaczeniu po zjednoczeniu. W związku z tymi przemianami wiele osób straciło pracę. Mimo tego stocznie (Neptun Stahlbau, Sunseeker Europe, AKER Warnowwerft) nadal pracują i produkują różnego rodzaju statki. Rostock jest także portem promowym z połączeniami w stronę Danii, Szwecji, Finlandii i Łotwy. Największym przewoźnikiem promowym są linie Scandlines.
Największym pracodawcą w mieście jest uniwersytet. Poza tym stosunkowo dużo osób pracuje w usługach związanych z turystyką.
Ze względu na wysoką zgodność języka niemieckiego w tym regionie z literacką niemczyzną, w mieście mają swoje siedziby centra obsługi klientów (Call Center).

## Transport
Rostock, jak na takiej wielkości miasto, ma dosyć dobrze rozwiniętą sieć komunikacyjną. Komunikacja miejska to 22 linie autobusowe, 6 linii tramwajowych i dwie linie nocne. W ciągu ostatnich kilku lat sieć tramwajowa była co roku uzupełniana o kolejne odcinki.
Miasto posiada aż 3 linie S-Bahn kursujące do Warnemünde (co 10 minut), Güstrow (30 minut – godzina) oraz do Rostock Seehafen Nord (co godzinę). Dalekobieżne pociągi kursują w stronę Hamburga oraz Berlina. Poza tym kursują pociągi regionalne łączące Rostock z innymi miejscowościami Meklemburgii.
Do miasta można się dostać autostradami A19 i A20.
30 km na południowy wschód od miasta znajduje się port lotniczy Rostock-Laage. Lotnisko obsługuje loty do Monachium i Norymbergi, a także loty czarterowe na południe Europy.
W mieście znajdują się stacje kolejowe Rostock Hauptbahnhof, Rostock-Parkstraße, Rostock Kassebohm, Rostock Seehafen-Nord i Warnemünde.

## Sport
- Hansa Rostock – klub piłkarski
  - Ostseestadion – stadion piłkarski

## Współpraca[8]
Miejscowości partnerskie:
- Aarhus od 1964
- Antwerpia od 1963
- Bergen od 1965
- Brema od 1987
- Dalian od 1988
- Dunkierka od 1960
- Göteborg od 1965
- Raleigh od 2001
- Ryga od 1961
- Rijeka od 1966
- Szczecin od 1957
- Turku od 1959
- Warna od 1966

## Galeria

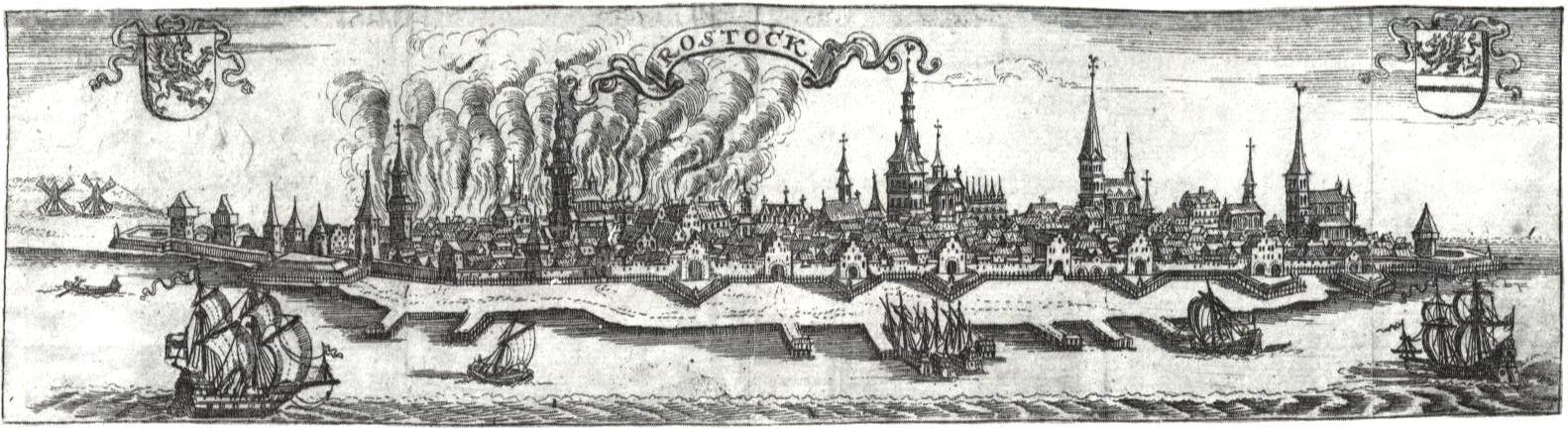
Wielki Pożar Rostocku w 1677 roku
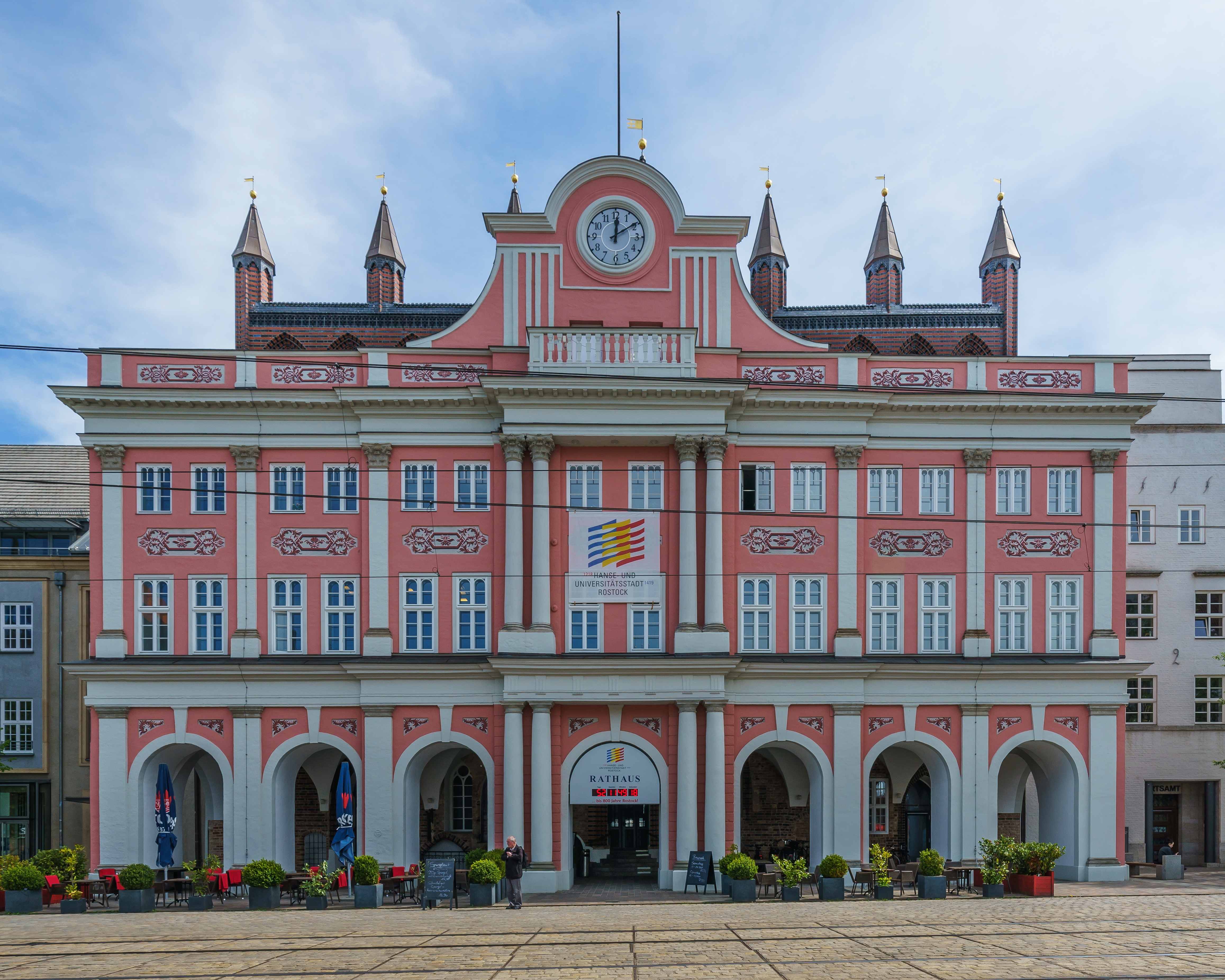
Ratusz
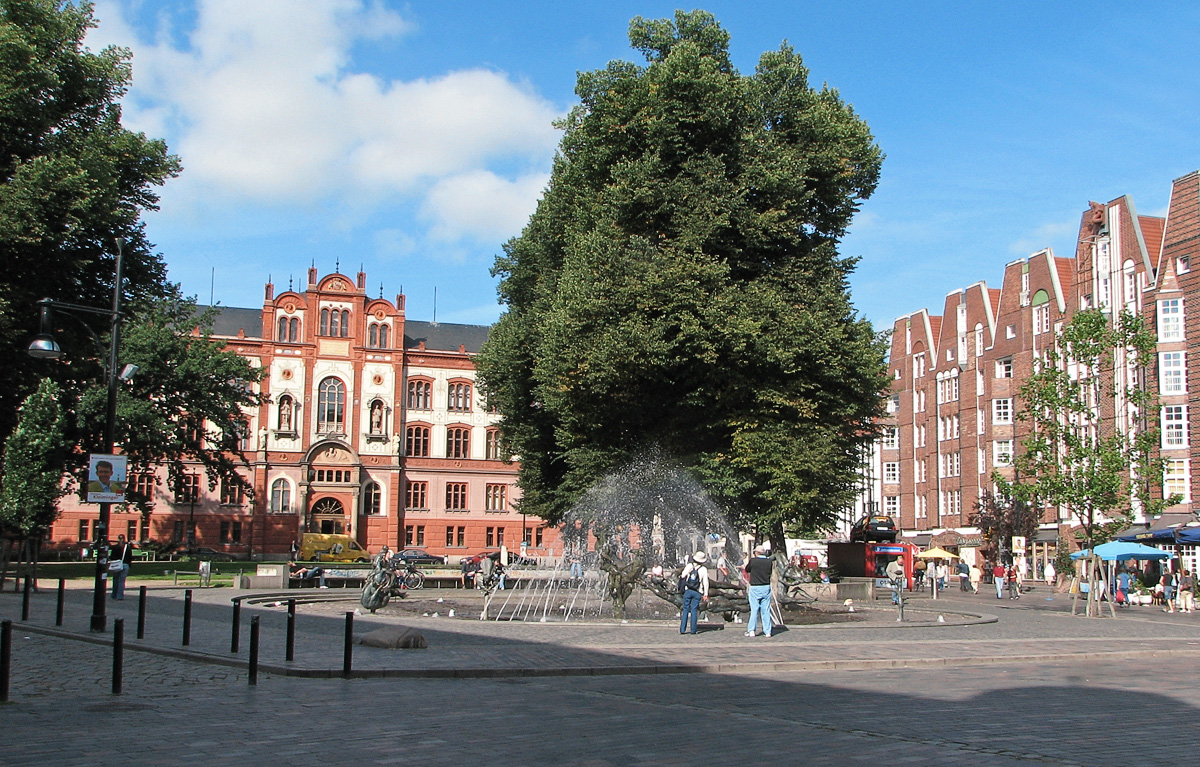
Plac Uniwersytecki
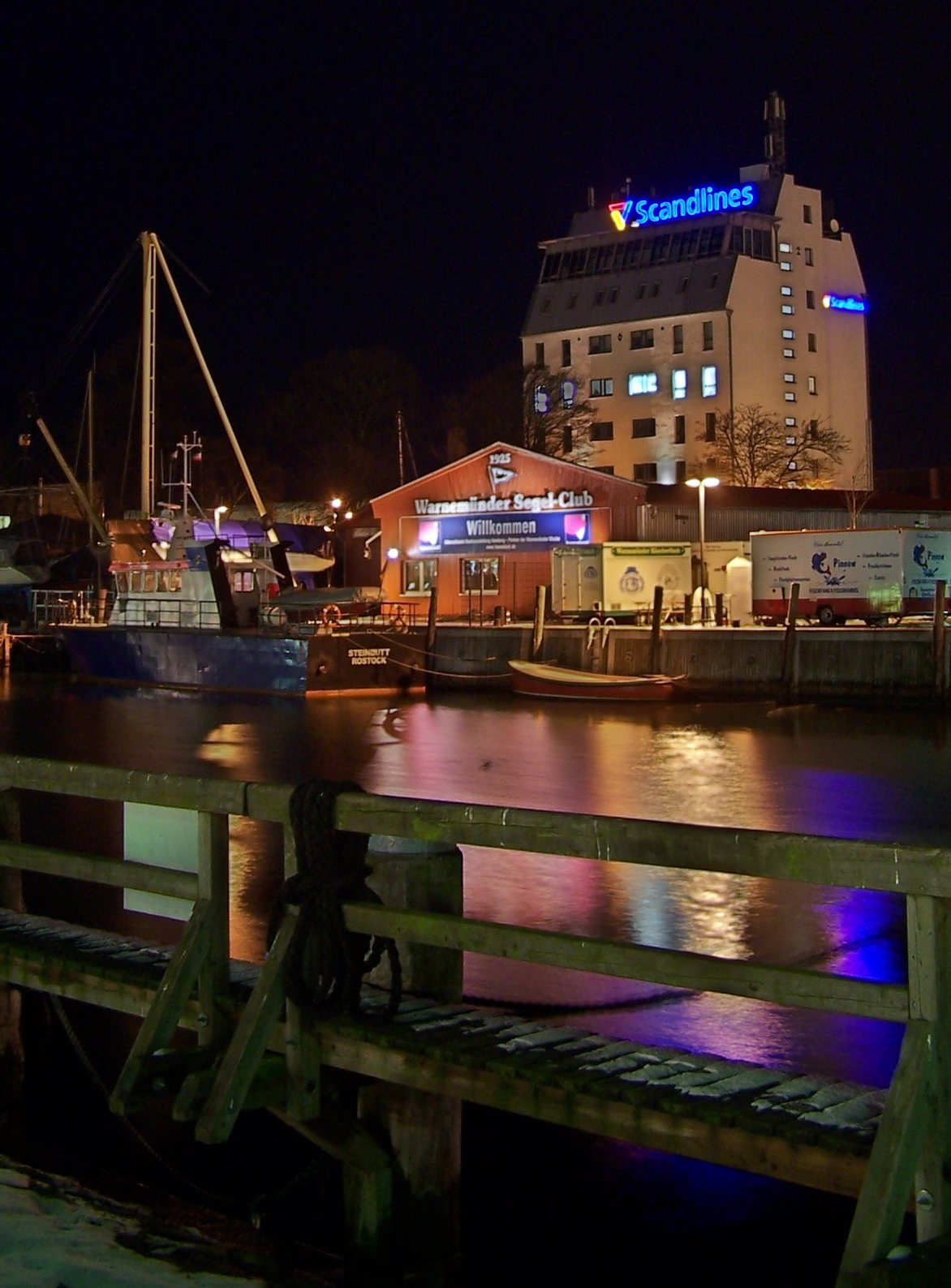
Biurowiec Scandlines w dzielnicy Warnemünde
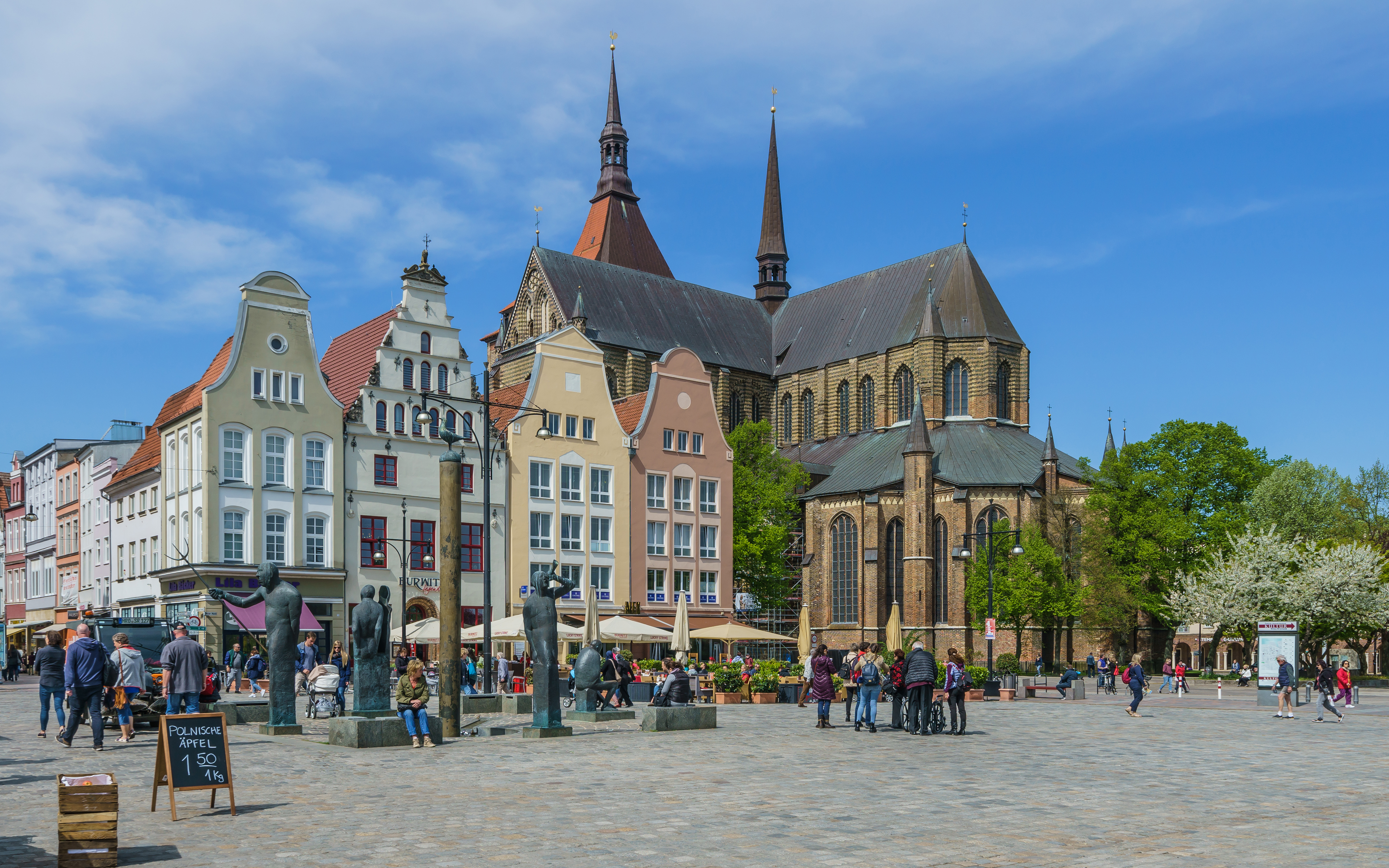
Nowy Rynek
Plan z około 1780 r.
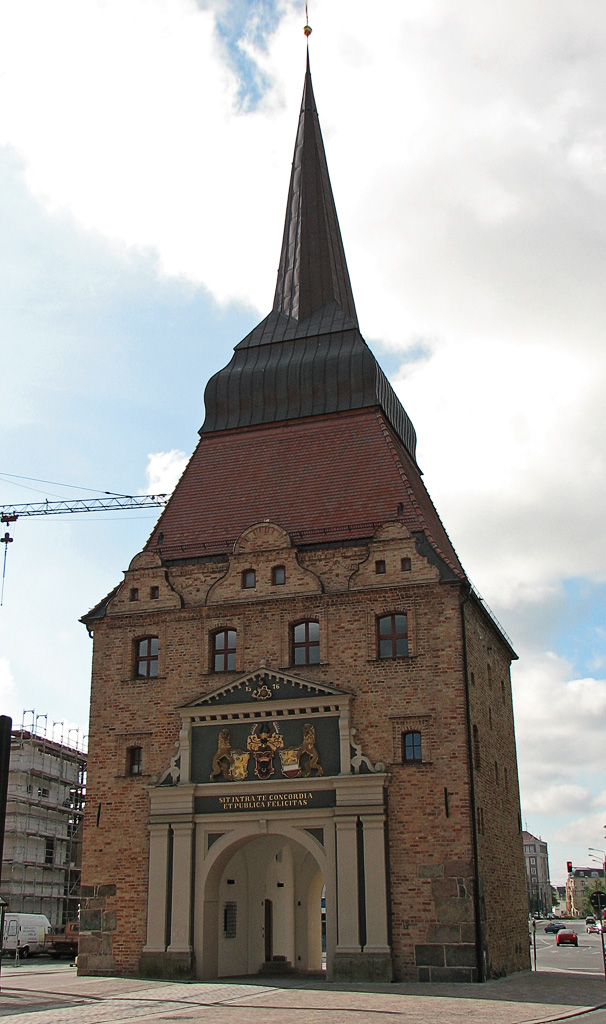
Steintor
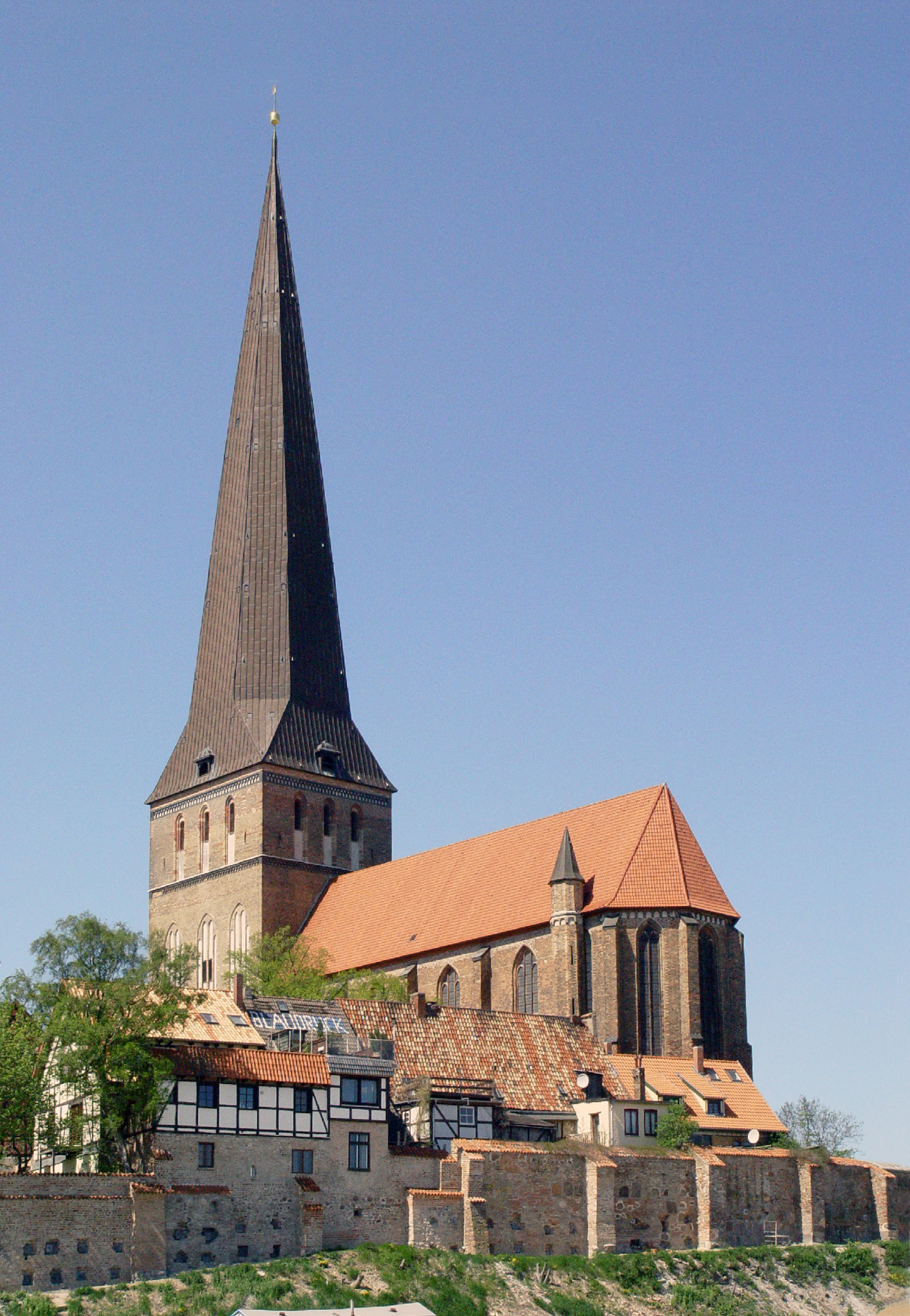
Petrkirche
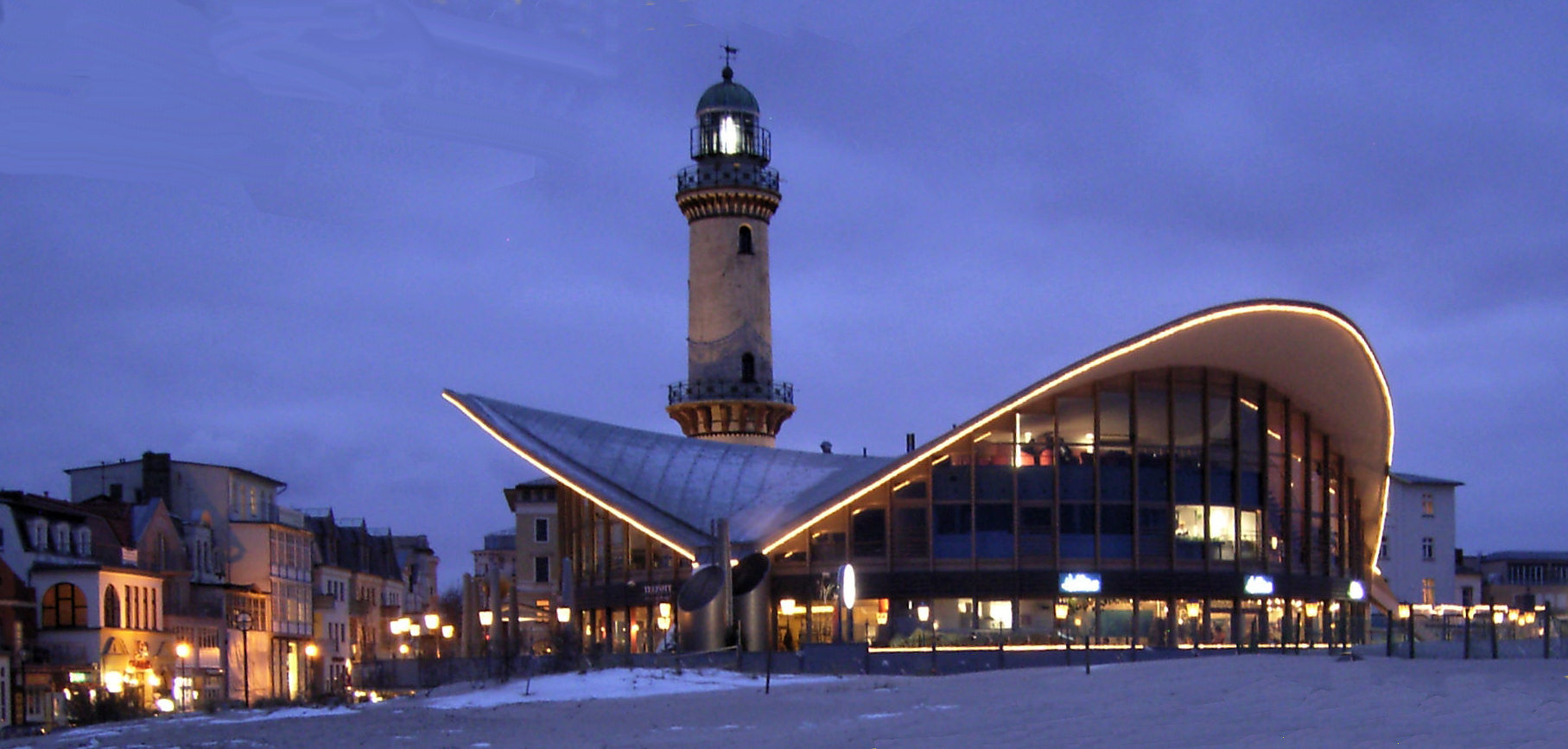
Teepott
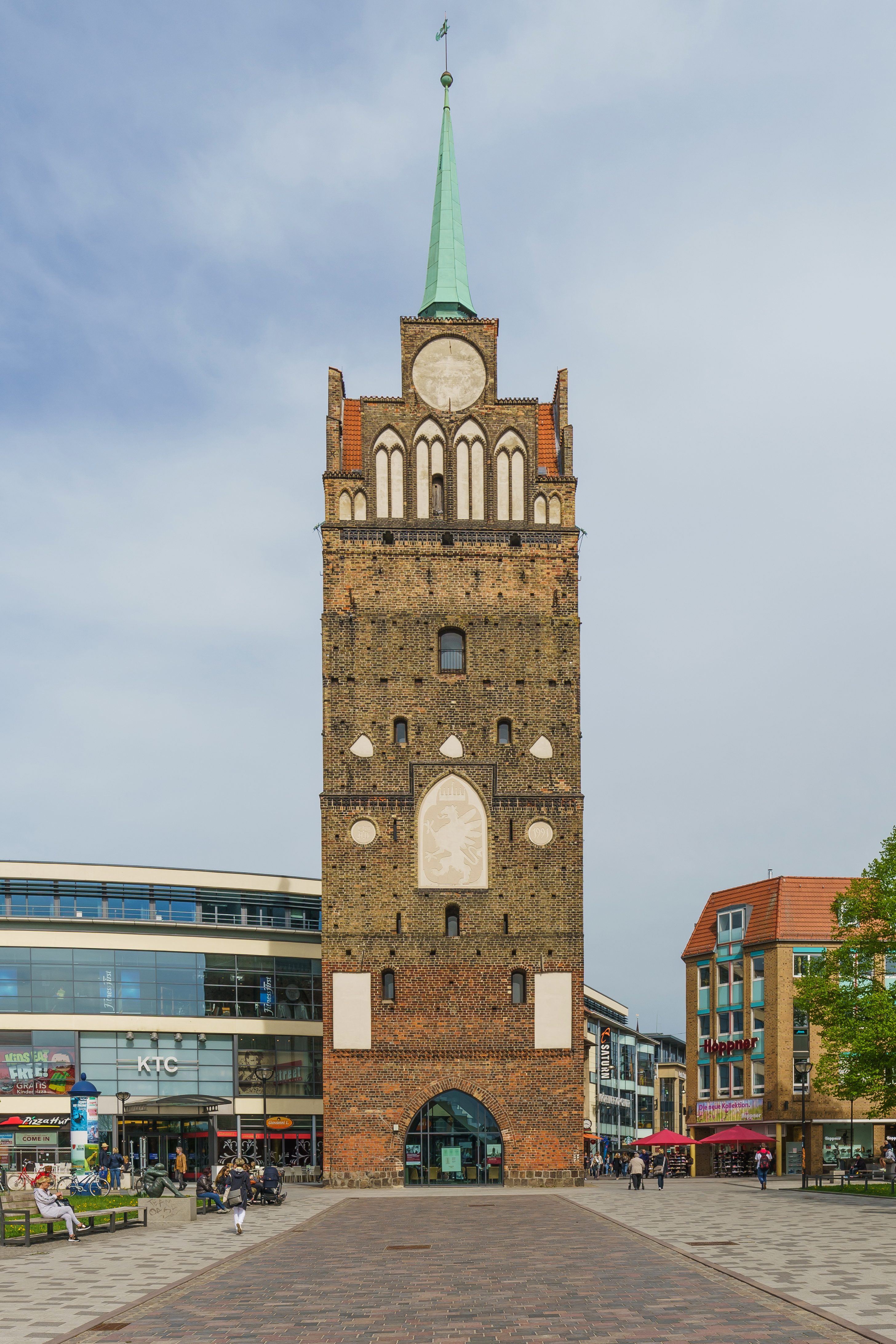
Kroepeliner Tor
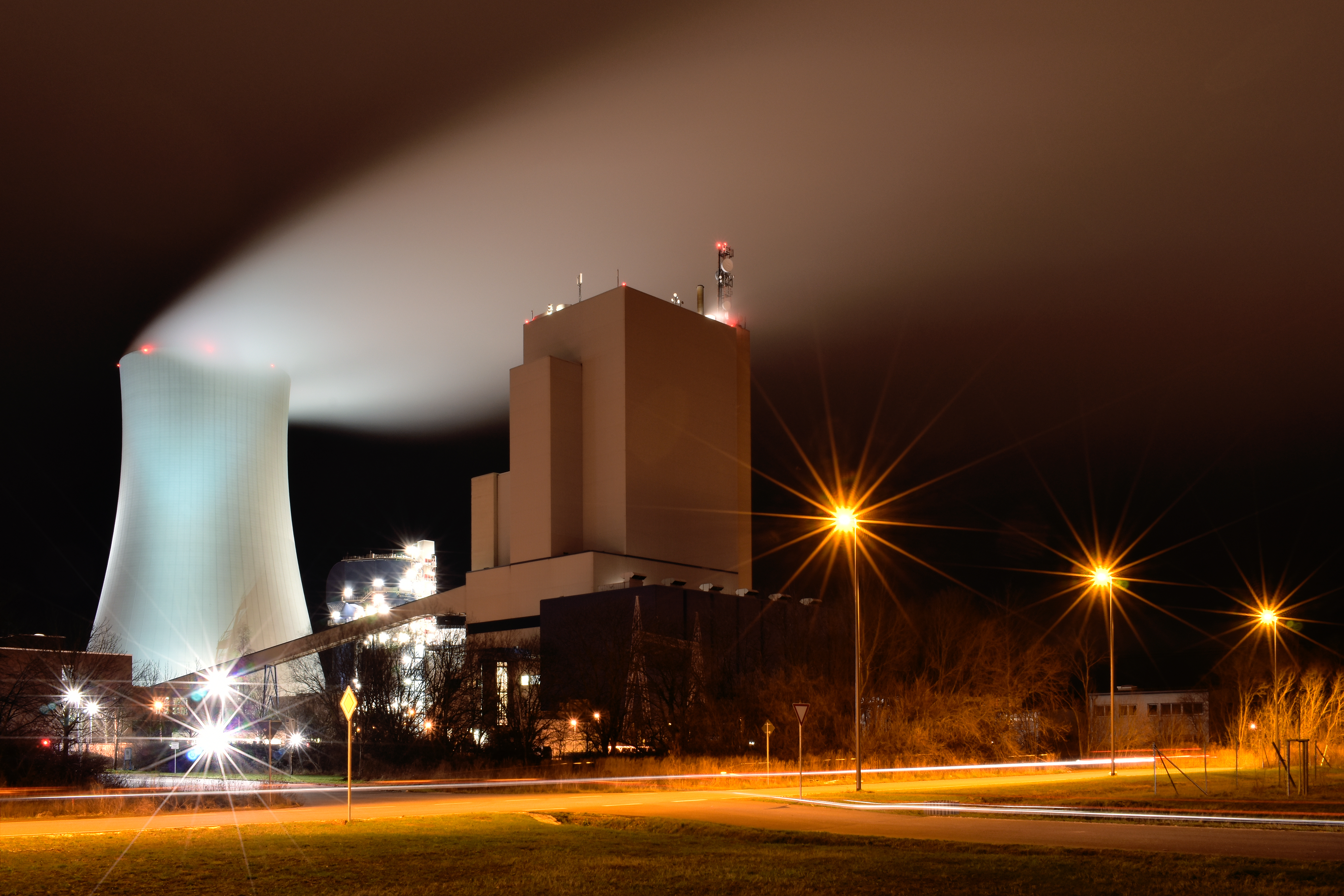
Elektrownia od południowego zachodu